# Potvorice
Potvorice (węg. Patvaróc) – wieś i gmina (obec) w powiecie Nowe Miasto nad Wagiem, w kraju trenczyńskim, w zachodniej Słowacji. Zamieszkuje ją około 654 osób (dane z 2016 roku).

## Historia
Wieś została wspomniana po raz pierwszy w 1263 w dokumentach historycznych.

## Geografia
Centrum wsi leży na wysokości 174 m n.p.m. Gmina zajmuje powierzchnię 4,045 km².